# 尼古勞·多斯·雷斯·洛巴托
尼古劳·杜斯·雷斯·洛巴托（葡萄牙語：Nicolau dos Reis Lobato，1946年5月24日—1978年12月31日）是東帝汶政治人物、國家領導人暨革命家，他在1975年11月28日至同年12月7日期間擔任東帝汶總理。

## 經歷

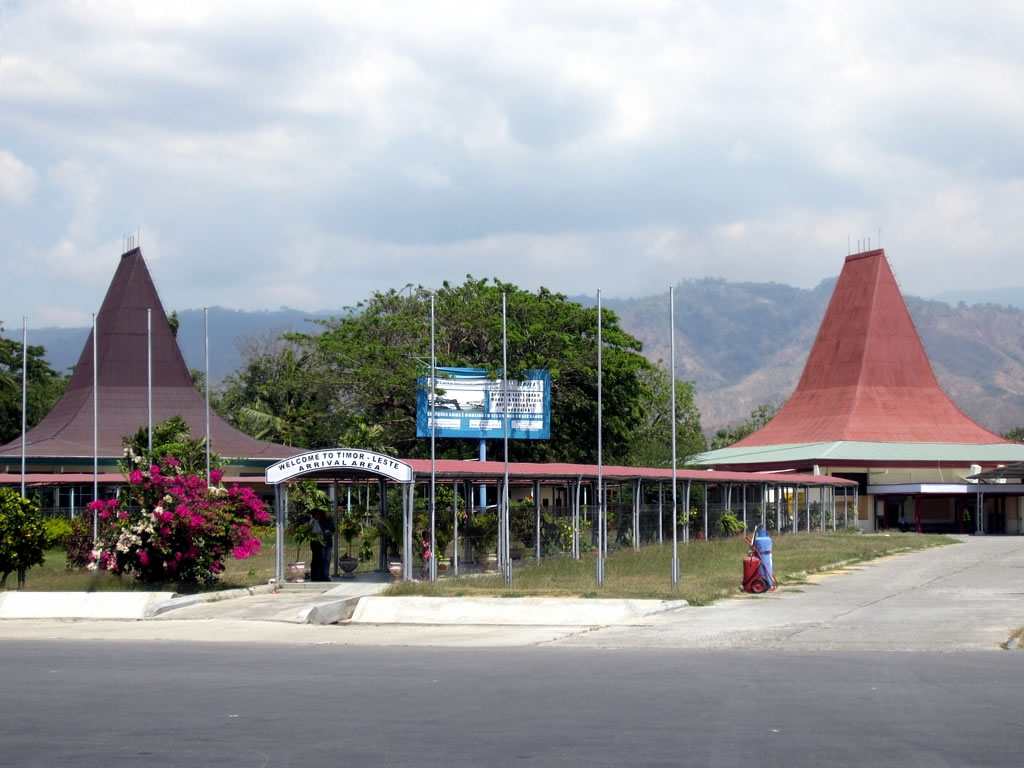
尼古勞·洛巴托總統國際機場。

洛巴托於1946年出生在葡屬帝汶索伊巴達縣，之後前往外地接受教育。之後他在狄力擔任教師，並且成為東帝汶社會民主協會的創始人之一。後來東帝汶社會民主協會改組為東帝汶獨立革命陣線，他本人則是擔任副主席。東帝汶獨立革命陣線在1975年11月28日發表獨立宣言後，由洛巴托擔任第一任東帝汶總理，並持續至同年12月7日印度尼西亞軍隊軍事佔領東帝汶為止。
他之後跟隨其他東帝汶獨立革命陣線領導人逃往東帝汶山區，並轉而擔任東帝汶總統職務。在印度尼西亞佔領東帝汶期間，他持續率領東帝汶獨立革命陣線成員推動獨立運動，並與印度尼西亞佔領部隊展開軍事交戰。1978年，由普拉博沃·蘇比安托率領的印度尼西亞陸軍特種部隊在圖里斯凱縣明德盧發動伏擊行動，洛巴托因為子彈擊中胃部而死亡。他的遺體隨後送至狄力，並且將訊息透過印度尼西亞新聞媒體發布。
尼古·洛巴托在今日視同東帝汶國家英雄，之後東帝汶便將國際機場命名為「尼古勞·洛巴托總統國際機場」，狄力部分道路與總統府也使用其名字做為紀念。

## 外部連結
- （英文） Commemoration of the death in combat of President Nicolau Lobato (Biography follows) （页面存档备份，存于）
- （葡萄牙文） Timor-Leste/BIOGRAFIA DO PRESIDENTE NICOLAU DOS REIS LOBATO （页面存档备份，存于）

| 官衔                                        | 官衔                                     | 官衔                                                                                             |
| ------------------------------------------- | ---------------------------------------- | ------------------------------------------------------------------------------------------------ |
| 前任： 馬里奧·萊莫斯·皮雷斯（葡屬帝汶總督） | 東帝汶總理 1975年11月27日至1975年12月7日 | 繼任： 塞爾吉奧·維埃拉·德·梅洛 （聯合國代表，1999年至2002年） 馬里·阿爾卡蒂里 （2002年至2006年） |
| 前任： 弗朗西斯·澤維爾·多·阿馬拉爾          | 東帝汶總統（臨時） 1975年至1978年        | 繼任： 塞爾吉奧·維埃拉·德·梅洛 （聯合國代表，1999年至2002年） 沙納納·古斯芒 （2002年至2007年）   |